# Kringloopcentrum
Een kringloopcentrum, kringloopwinkel, kringloopbedrijf of – in België – kringwinkel is een organisatie die hergebruik van goederen verzorgt.

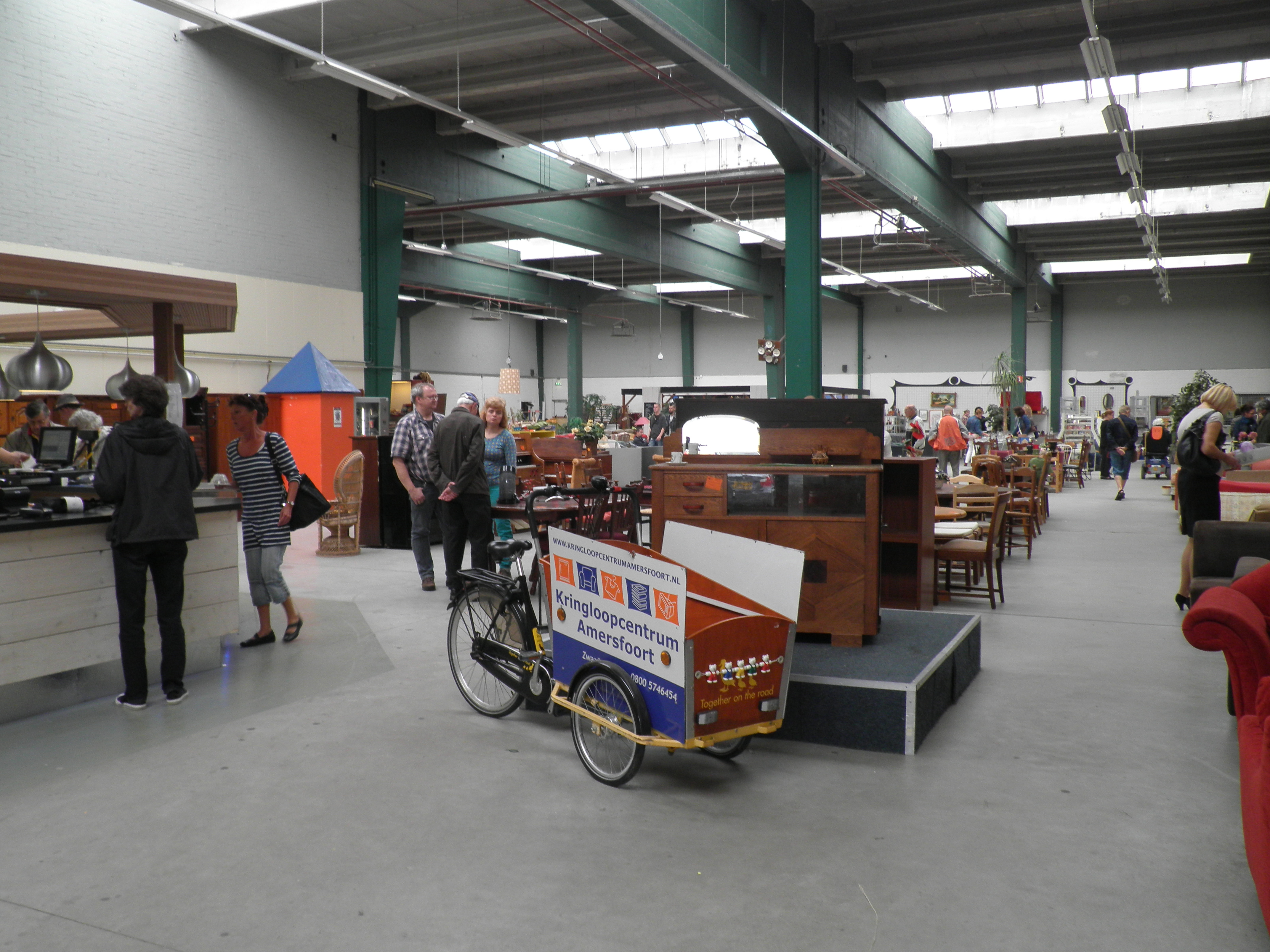
Kringloopcentrum Amersfoort

Kringloopbedrijven zijn vanaf de jaren 80 van de twintigste eeuw ontstaan om de afvalstroom te beperken door hergebruik van bruikbare artikelen te bevorderen. 
De kringloopcentra hebben dikwijls een dubbele doelstelling: enerzijds het verzamelen van herbruikbare spullen. Zo helpen ze financieel kansarmen aan goedkope basisuitrusting voor hun huishouden en bevorderen ze het hergebruik van goederen. Anderzijds bieden kringloopcentra werkgelegenheid aan mensen met een afstand tot de arbeidsmarkt. Deze werkzaamheden bestaan uit het ophalen, sorteren, herstellen en verkopen van de goederen.

## Definitie

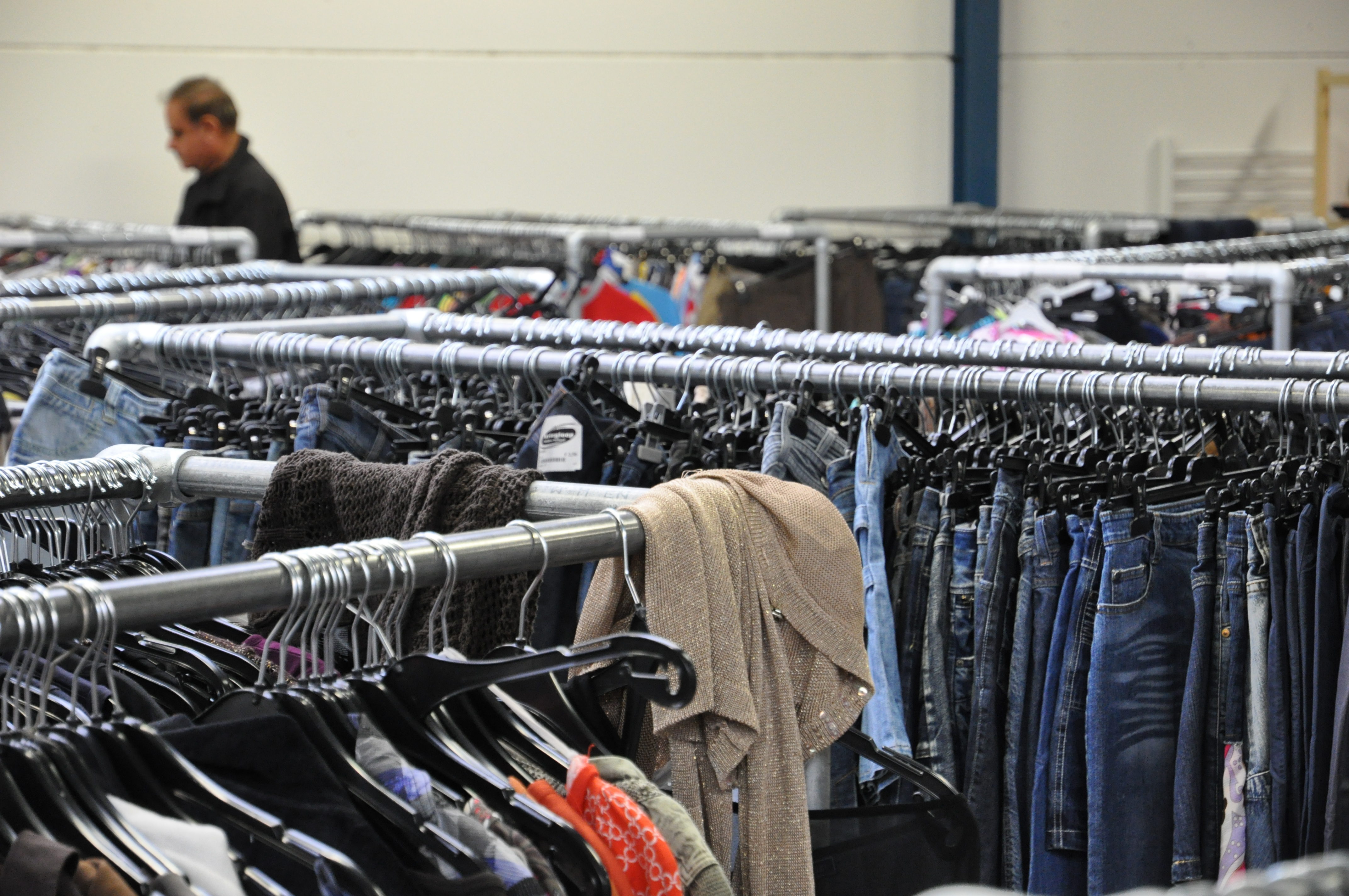
Kledingrekken in de kringloopwinkel van Woerden

Een kringloopbedrijf zamelt spullen in die nog bruikbaar zijn. Het selecteert, sorteert en repareert de goederen vervolgens en verkoopt hetgeen daarvoor geschikt is in één of meer winkel(s). De opbrengst van de verkopen wordt gebruikt om kosten te bestrijden, werkgelegenheid te creëren en het milieu te verbeteren.
Kringloopcentra moeten niet verward worden met tweedehandswinkels. Tweedehandswinkels kopen hun goederen in, kringloopcentra bevoorraden zich met goederen die door mensen zijn afgedankt en die voor niets ter beschikking worden gesteld. Deze worden vaak aan huis opgehaald. In het kringloopcentrum worden ze vervolgens gesorteerd, gecontroleerd, zo nodig gerepareerd en schoongemaakt. Daarna worden ze in de kringloopwinkel weer aangeboden. Voor gebruikte zaken kan men ook terecht in een weggeefwinkel.
Soms wordt de term "kringwinkel" of "kringloopbedrijf" op een andere manier gebruikt: het betreft dan een bedrijf dat afvalstoffen inzamelt die kunnen dienen als grondstoffen. Hier is sprake van hergebruik van materiaal (recyclage), zoals oud papier, metalen, textiel. Ook schillen die kunnen worden ingezet als veevoer kunnen hieronder worden gerekend.

## Nederland en België

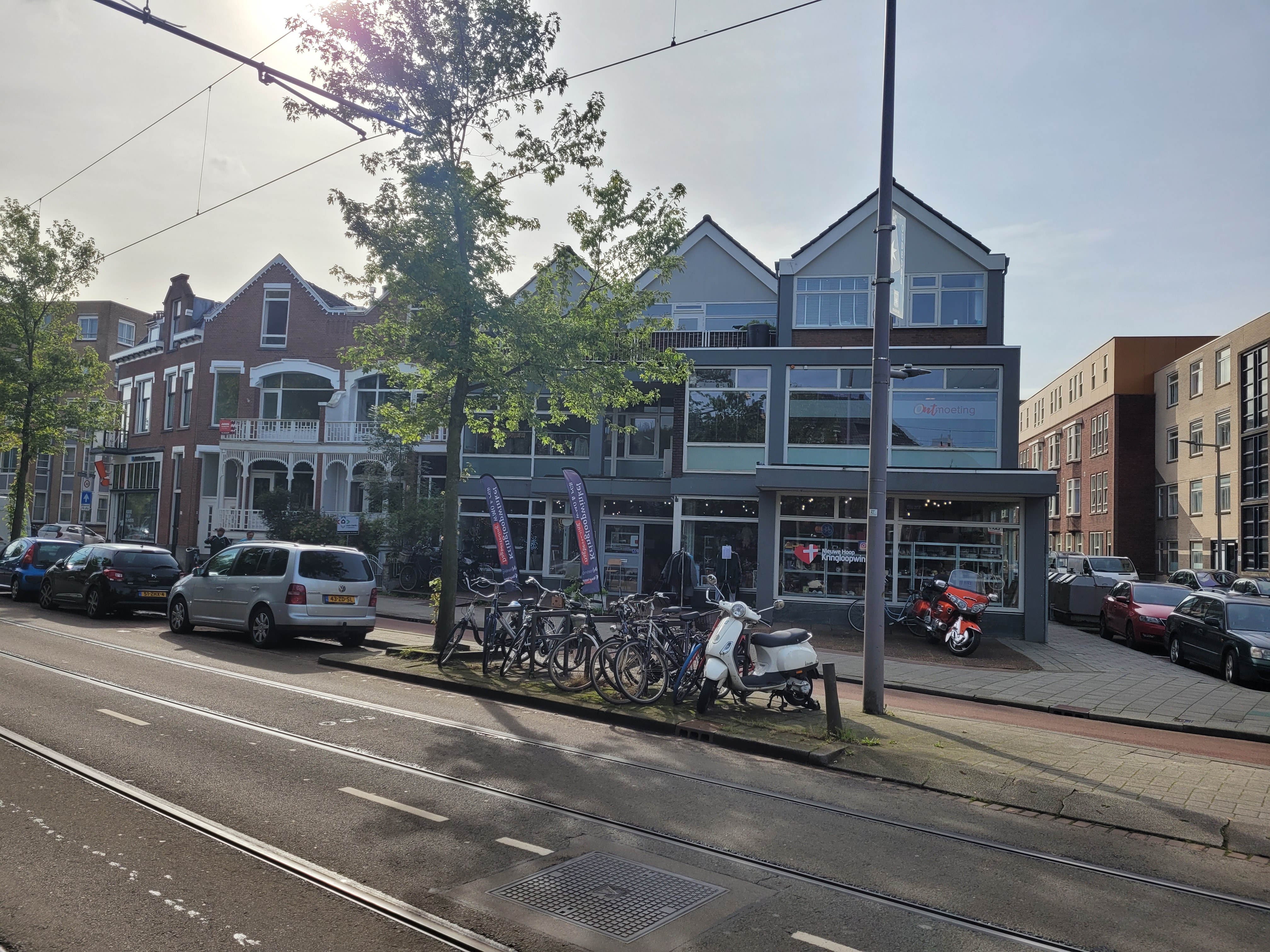
Kringloopwinkel in Rotterdam

In Nederland zijn anno 2017 meer dan 1700 kringloopwinkels met een totale geschatte omzet van 250 miljoen euro. Het gezamenlijke aantal bezoekers ligt rond de 25 miljoen. In de bedrijven zijn ongeveer twintigduizend mensen (deels als vrijwilliger) actief. Sommige kringloopbedrijven bieden leer- en werkprojecten voor werklozen. Een voorbeeld van zo'n bedrijf is 'Kringloopcentrum de Arm' in Utrecht. In 2009 ontstond in Purmerend de kringloopwinkel Noppes, dat uitgroeide tot een keten met meer dan 16 winkels in 2020. 
In Vlaanderen zijn er 125 kringwinkels (cijfers 2015). Deze kringloopcentra hebben een dubbele doelstelling:
- Verzamelen van herbruikbare spullen om ze in de kringwinkels voor een zachte prijs te verkopen. Zo helpen ze kansarmen aan goedkope basisuitrusting voor hun huishouden.
- Tewerkstelling van laag-geschoolden bij het ophalen, sorteren, herstellen en verkopen van de goederen. De kringwinkels in Vlaanderen zijn een onderdeel van de sociale economie. Vele kringwinkels zijn een sociale werkplaats.